# Aplington
Aplington est une ville du comté de Butler, en Iowa, aux États-Unis. La ville est incorporée le 9 novembre 1877. Il s'agissait à l'origine de Fort Aplington, un avant-poste de l' armée américaine jusqu'à ce que le fort brûle en 1885. À ce moment-là une petite ville avait été construite à proximité et, bien qu'une grande partie de l'économie de la ville était basée sur l'activité du fort, celle-ci parvient à survivre. La ville garde le nom de Fort Aplington jusqu'en 1925 puis elle prend le nom actuel.

## Source de la traduction
- (en) Cet article est partiellement ou en totalité issu de l’article de Wikipédia en anglais intitulé « Aplington, Iowa » (voir la liste des auteurs).